# Șipca (Naddniestrze)
Șipca (ros. Шипка, Szypka) – wieś w Mołdawii (Naddniestrzu), w rejonie Grigoriopol, siedziba gminy o tej samej nazwie. W 2004 roku liczyła 2203 mieszkańców.

## Położenie
Miejscowość znajduje się na lewym brzegu Dniestru, pod faktyczną administracją Naddniestrza, w odległości 18 km od Grigoriopola i 68 km od Kiszyniowa.

## Historia
O wiosce wspomniano po raz pierwszy w 1790 roku. Ludność miejscowa od samego początku była niejednorodna. Wioskę założyli pod koniec XVIII wieku kozacy na północnym pobrzeżu Morza Czarnego. Pierwszymi mieszkańcami były rodziny: Buzuc, Pasa, Baran, Gușan, których potomkowie nadal obecni są w okolicy.

## Demografia
Według danych spisu powszechnego w Naddniestrzu w 2004 roku wieś liczyła 2203 mieszkańców, z czego ponad połowę, 1413 osób, stanowili Ukraińcy.